# Funkmaster Flex
Funkmaster Flex, pseudonimo di Aston Taylor (New York, 5 agosto 1968), è un disc jockey statunitense hip hop specializzato nell'arte del turntablism.

## Biografia
Figlio di un DJ giamaicano, influenzato da DJ Red Alert inizia a lavorare come assistente di Chuck Chillout presso l'emittente radio KISS-FM e alla Hot 97.
Alla fine del XX secolo lavora come DJ nel club The Tunnel e al tempo stesso cura una trasmissione radiofonica su Power 106, la radio di Los Angeles. Pubblica diversi album il primo di essi esce nel 1995, conduce uno show giornaliero su MTV dal titolo Direct Effect. Pubblica altri due album, pubblicati dalla Loud Records. Nel 2000 mixa Vibe Hits, Vol. 1, collezione di brani di successo di quell'anno, pubblicata da Arista Records.

## Discografia
- The Mix Tape Volume 1: 60 Minutes of Funk (1995) (RCA)
- The Mix Tape Volume 2: 60 Minutes of Funk (1999) (Relativity)
- The Mix Tape Volume 3: 60 Minutes of Funk (1999) (Relativity)
- The Tunnel (2000) (Def Jam)
- The Mix Tape Volume 4: 60 Minutes of Funk (2000) (Relativity)
- Funkmaster Flex Car Show Tour (2005) (Koch Records)